# Американська мафія
Американська мафія (або просто мафія в США) — італо-американське кримінальне співтовариство. Подібно до сицилійської мафії, американська мафія не має офіційної назви і є таємним злочинним співтовариством. Її члени зазвичай називають її «il nostro business», що перекладається як «своя справа» («наша справа»). Преса використовує назву «Національний злочинний синдикат» щодо всієї американської організованої злочинності, в тому числі і щодо мафії.
Мафія виникла в Нью-Йорку і в інших великих містах східного узбережжя США в кінці XIX століття після хвилі італійської імміграції, зокрема з Сицилії. Неаполітанські, калабрійські й інші італійські банди, а також незалежні італо-американські злочинці об'єдналися з сицилійцями для створення сучасної пан'італійської мафії в Північній Америці. Американська мафія співпрацює з сицилійської мафією та іншими італійськими організованими злочинними угрупованнями, такими як Каморра і Ндрангета.
Мафія діє щонайменше у 26 містах Сполучених Штатів. Найактивніші сім'ї знаходяться в Нью-Йорку, Філадельфії, містах Нової Англії, Детройті та Чикаго. Менш активні - у Флориді і Лас-Вегасі. Найбільшими і найвпливовішими сім'ями Нью-Йорка є так звані п'ять сімей, серед яких сім'ї Бонанно, Гамбіно, Дженовезе, Коломбо і Луккезе.
Правоохоронні органи, як і раніше, розглядають мафію як найбільшу злочинну організацію в Сполучених Штатах. Мафія зберігає контроль над більшою частиною злочинної діяльності в Сполучених Штатах і невеликої частини Канади. Незважаючи на збільшення числа вуличних банд та інших організацій, мафія залишається домінуючою на всій території східного узбережжя США.